# Římskokatolická farnost Sutom
Římskokatolická farnost Sutom (lat. Suttomium) je církevní správní jednotka sdružující římské katolíky na území vesnice Sutom a v jejím okolí. Organizačně spadá do litoměřického vikariátu, který je jedním z 10 vikariátů litoměřické diecéze. Centrem farnosti je kostel svatého Petra a Pavla v Sutomi.

## Historie farnosti
První písemná zmínka o farní lokalitě pochází z roku 1352. Farnost existovala již ve 14. století. Znovu zřízena byla v roce 1630. Matriky jsou vedeny od roku 1674.

### Duchovní správcové vedoucí farnost
Začátek působnosti jmenovaného v duchovní správě farnosti od roku:
- 1774 Franc. Kinzler
- 1809 par. vacat, cap. Jos. Mitlehner
- 1809 Joan. Schlechta
- 1819 Corn. Demuth
- 1820 Franc. Hackel, n. 8. 5. 1780 Cvikov, o. 12. 9. 1803, † 25. 2. 1865
- 1866 Franc. Horčic, n. 4. 9. 1822 Slivno, o. 25. 7. 1846
- 1874 Emanuel Václav Řičák, n. 26. 9. 1824 Markvartice, o. 5. 8. 1849, † 28. 12. 1904 Přeštice
- 1878 Emman. Dvořák, n. 25. 12. 1830 Mělník, o. 25. 7. 1856, † 24. 11. 1905
- 1883 par. vacat, admin. int. Wenc. Jelenecký
- 1884 Wenc. Mašek, n. 10. 3. 1854 Soběkury, o. 20. 7. 1879
- 1895 par. vacat, admin. int. Joann. Šlechta
- 1896 Anton. Jiroušek, n. 20. 5. 1862 Chrudim, o. 29. 6. 1886, † 26. 10. 1930
- 1907 Henr. Papač, n. 12. 7. 1876 Stálec, o. 22. 7. 1900
- 1924 Wenc. Martinovský, n. 24. 9. 1869 Vysoká, o. 2. 7. 1893, † 13. 7. 1956
- 1939 par. vacat admin. interc. Albert Peterek
- 1. 4. 1941 Albert Peterek, n. 17. 6. 1905 Kauthen, o. 29. 3. 1936, † 14. 6. 1986
- 1. 7. 1986 Josef Batta
- 1. 11. 1993 Jiří Voleský, admin. exc. z Libochovic
- 1. 3. 1996 Józef Szeliga, admin. exc. z Libochovic
- 4. 11. 1996 Antoni Kośmidek, admin. exc. z Lovosic
- 2005 farnost byla dále administrována excurrendo z Lovosic
- 1. 9. 2011 Tomasz Dziedzic, admin. exc. z Třebenic; od 1. 11. 2018 admin. exc. in spiritualibus
  - 1. 11. 2018 – 30. 11. 2024 Dominik Faustus, admin. in materialibus
- 1. 3. 2019 Wojciech Szostek, admin. exc. in spiritualibus z Libochovic
- 1. 10. 2023 Lukáš Hrabánek, admin. exc. in spiritualibus, od 1. 12. 2024 admin. exc.  z Libochovic[3]

Kromě kněží stojících v čele farnosti, působili ve farnosti v průběhu její historie i jiní kněží. Většinou pracovali jako farní vikáři, kaplani, katecheté, výpomocní duchovní aj.

## Území farnosti
Do farnosti náleží území těchto obcí:
- Sutom (Suttom)[p 3]
- Boreč (Boretz)[p 3]
- Dřínek (Trinka)[p 3]
- Chrástná (Chrasnai)[p 3]
- Lhota (Lhotta)[p 3]
- Lipá (Lipai)[p 3]
- Mrsklesy (Merskles)[p 3]
- Skalka (Skalken)[p 3]
- Teplá (Tepley)[p 3]
- Vlastislav (Watislaw)[p 3]

## Římskokatolické sakrální stavby na území farnosti
| | Fotografie | Stavba                                   | Místo      | Bohoslužby                      | Zeměpisné souřadnice             | Status                    | Číslo kulturní památky           |
| Kostely | Kostely    | Kostely                                  | Kostely    | Kostely                         | Kostely                          | Kostely                   | Kostely                          |
| --- | ---------- | ---------------------------------------- | ---------- | ------------------------------- | -------------------------------- | ------------------------- | -------------------------------- |
| 1. |            | Kostel sv. Petra a Pavla                 | Sutom      | bližší informace o bohoslužbách | 50°30′13″ s. š., 13°58′30″ v. d. | farní kostel              | 11567/5-2442 (Pk•MIS•Sez•Obr•WD) |
| 2. |            | Kostel sv. Bartoloměje                   | Lipá       | bližší informace o bohoslužbách | 50°30′44″ s. š., 13°55′29″ v. d. | filiální kostel           | 42695/5-2192 (Pk•MIS•Sez•Obr•WD) |
| 3. |            | Kostel Neposkvrněného početí Panny Marie | Teplá      | bohoslužby příležitostně        | 50°29′22″ s. š., 13°57′58″ v. d. | filiální kostel klášterní | —                                |
| Kaple |            |                                          |            |                                 |                                  |                           |                                  |
| 4. |            | Kaple Navštívení Panny Marie             | Teplá      | bližší informace o bohoslužbách | 50°29′20″ s. š., 13°58′ v. d.    | kaple                     | —                                |
| 5. |            | Kaple sv. Jana Nepomuckého               | Vlastislav | bližší informace o bohoslužbách |                                  | obecní kaple              | 43265/5-2440 (Pk•MIS•Sez•Obr•WD) |
| 6. |            | Kaple                                    | Vlastislav | bohoslužby příležitostně        | 50°29′50″ s. š., 13°57′17″ v. d. | obecní kaple              | 42546/5-2437 (Pk•MIS•Sez•Obr•WD) |
| 7. |            | Kaple                                    | Boreč      | bohoslužby příležitostně        | 50°30′32″ s. š., 13°59′20″ v. d. | obecní kaple              | —                                |
| 8. |            | Kaple                                    | Mrsklesy   | bohoslužby příležitostně        | 50°30′24″ s. š., 13°55′29″ v. d. | obecní kaple              | —                                |
| Některé drobné sakrální stavby a pamětihodnosti lze dohledat zde v databázi Drobné sakrální památky Zaniklé sakrální stavby lze dohledat zde v databázi Poškozené a zničené kostely, kaple a synagogy v České republice |            |                                          |            |                                 |                                  |                           |                                  |

Ve farnosti se mohou nacházet i další drobné sakrální stavby, místa římskokatolického kultu a pamětihodnosti, které neobsahuje tato tabulka.

## Příslušnost k farnímu obvodu
Z důvodu efektivity duchovní správy byl vytvořen farní obvod (kolatura) farnosti – děkanství Libochovice, jehož součástí je i farnost Sutom, která je tak spravována excurrendo.

## Galerie

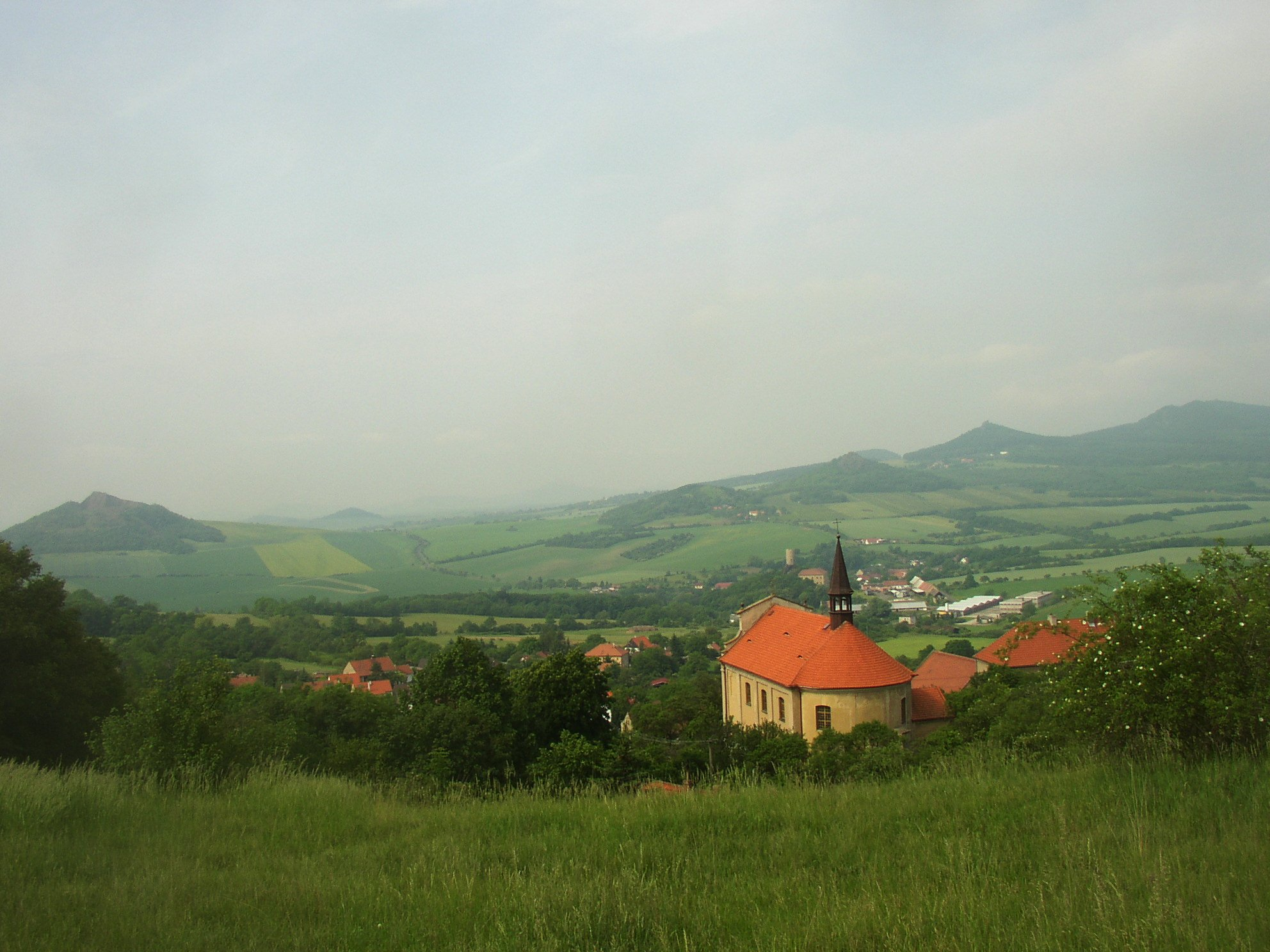
Kostel sv. Petra a Pavla v Sutomi, pohled z úbočí Sutomského vrchu
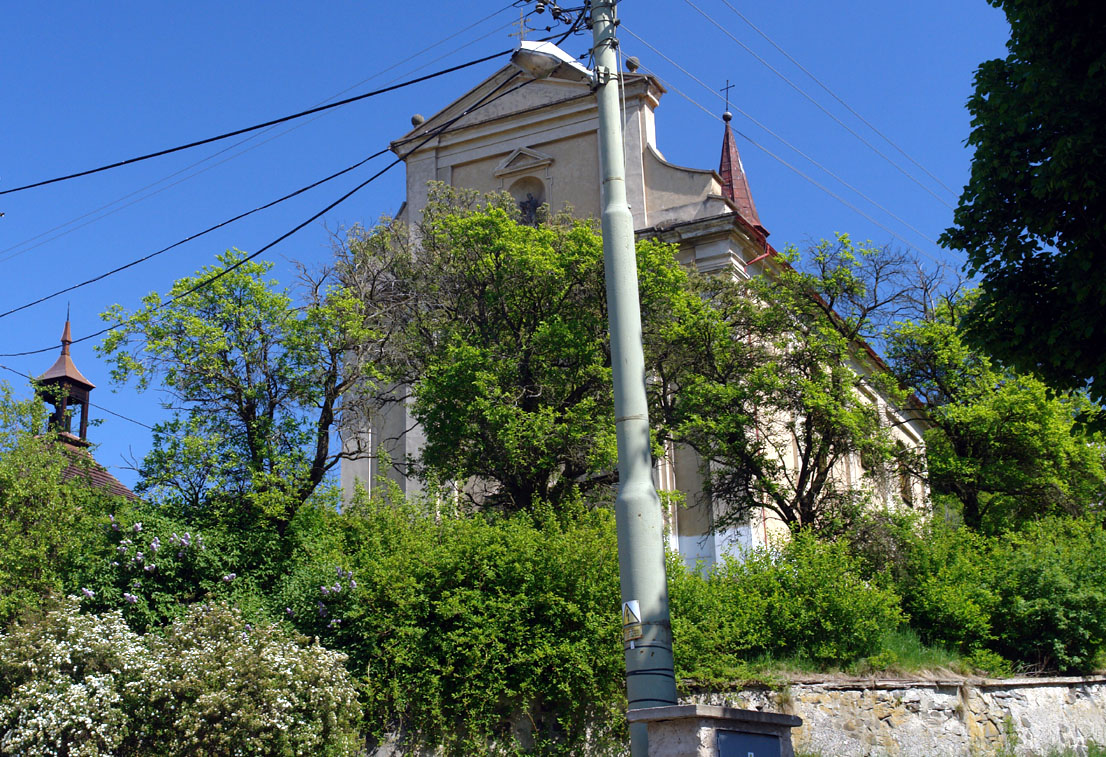
Kostel sv. Petra a Pavla v Sutomi
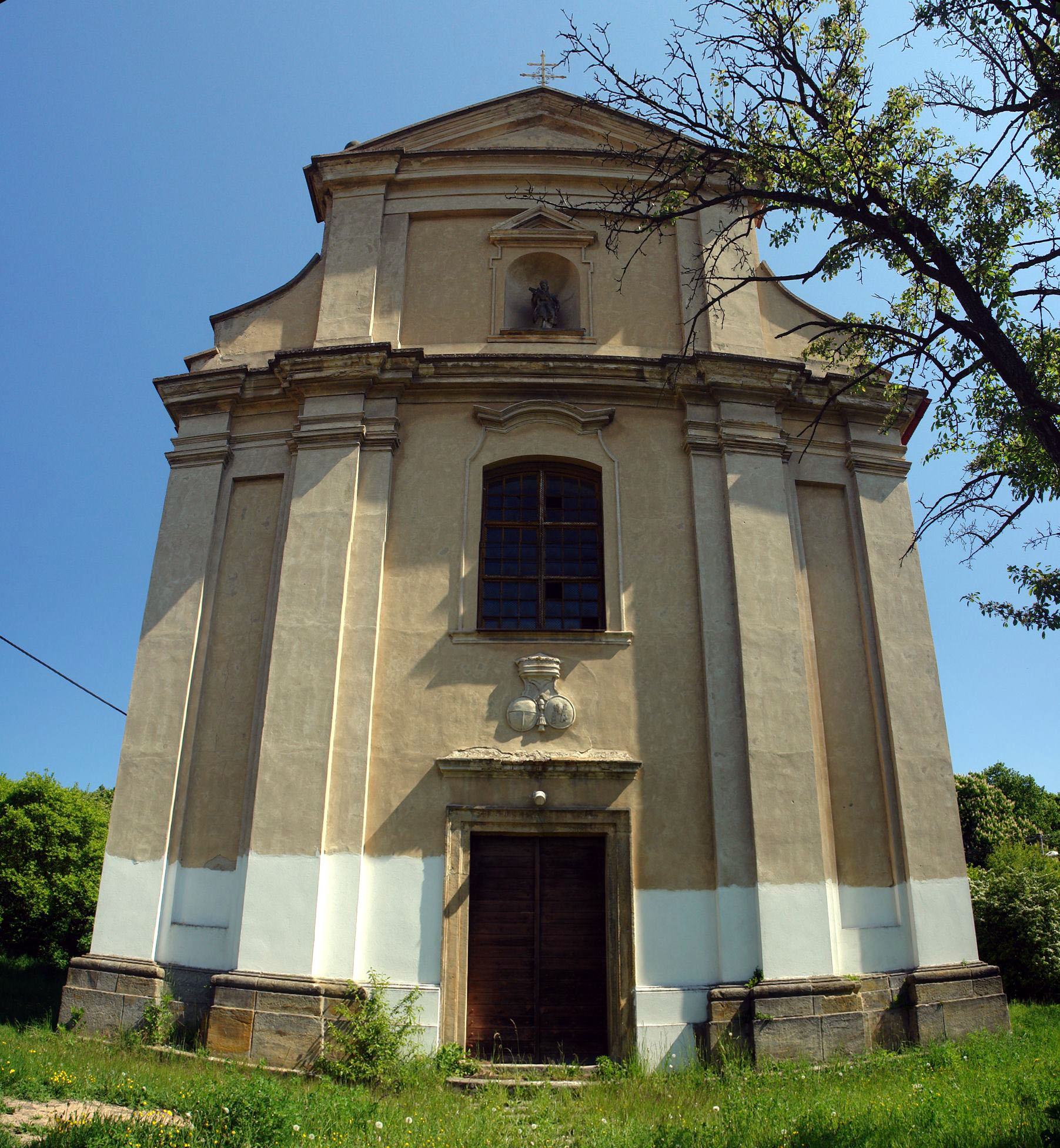
Průčelí kostela sv. Petra a Pavla v Sutomi
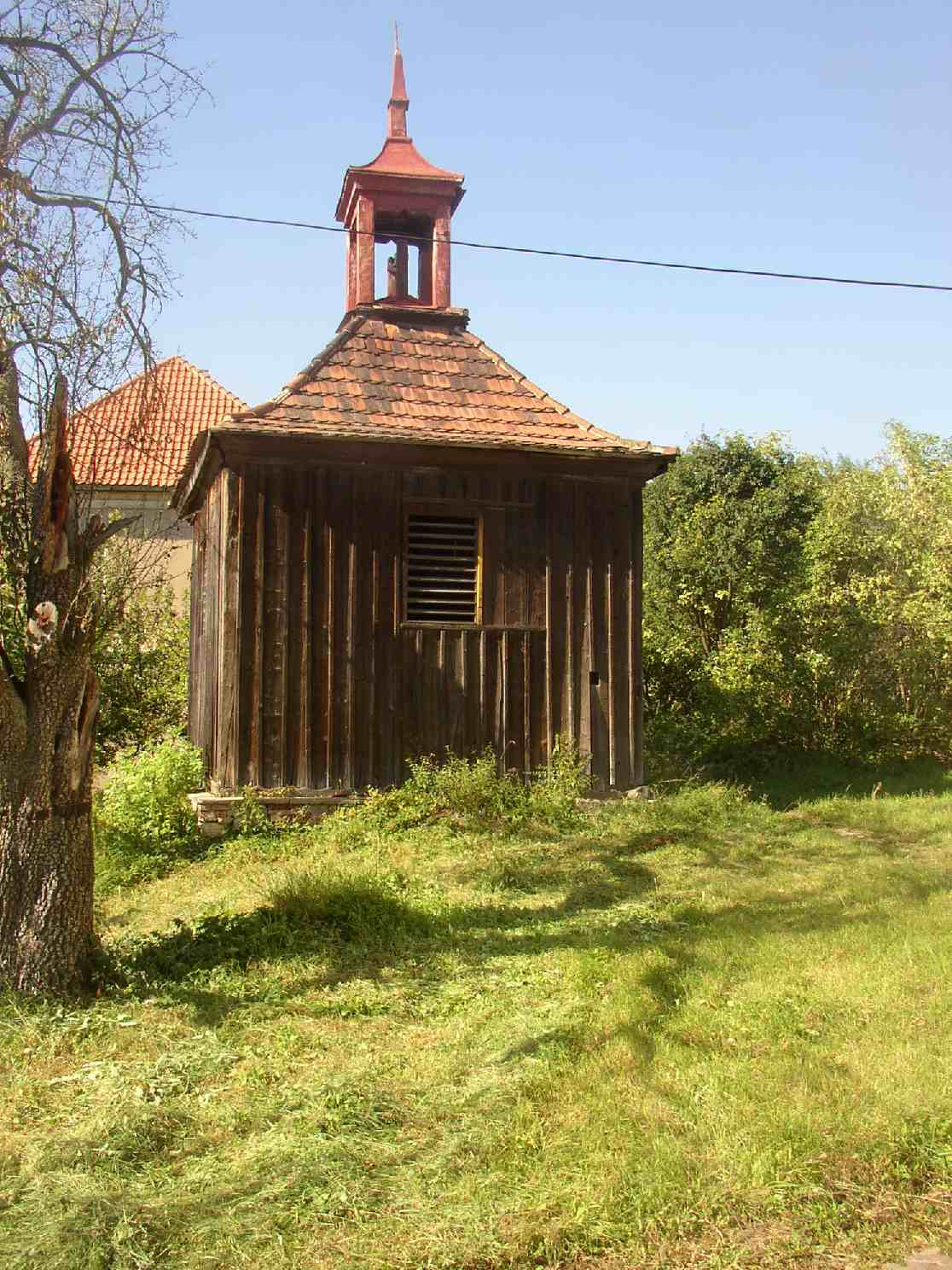
Dřevěná zvonice u kostela sv. Petra a Pavla v Sutomi
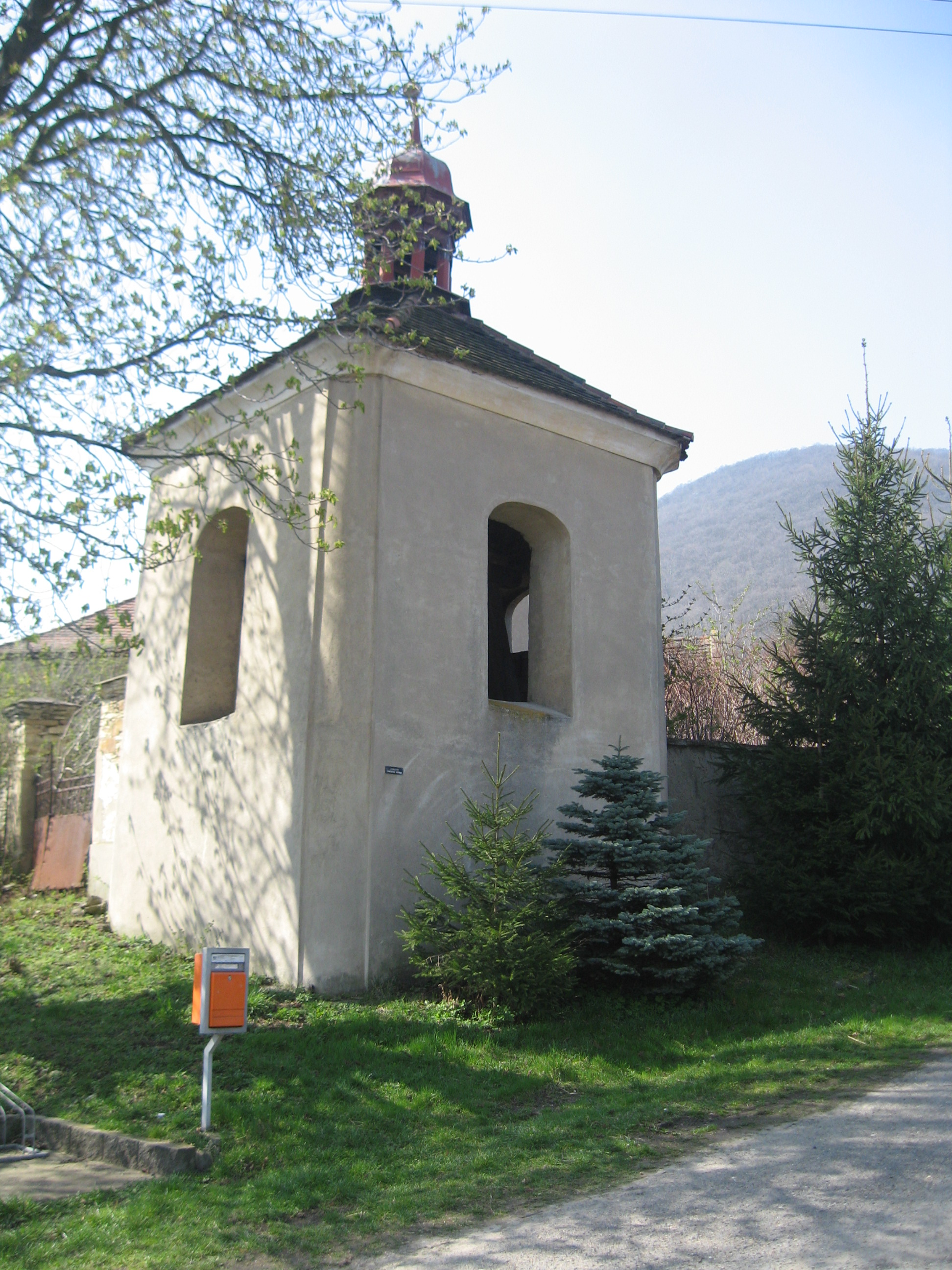
Zvonice u kostela sv. Bartoloměje v Lipé
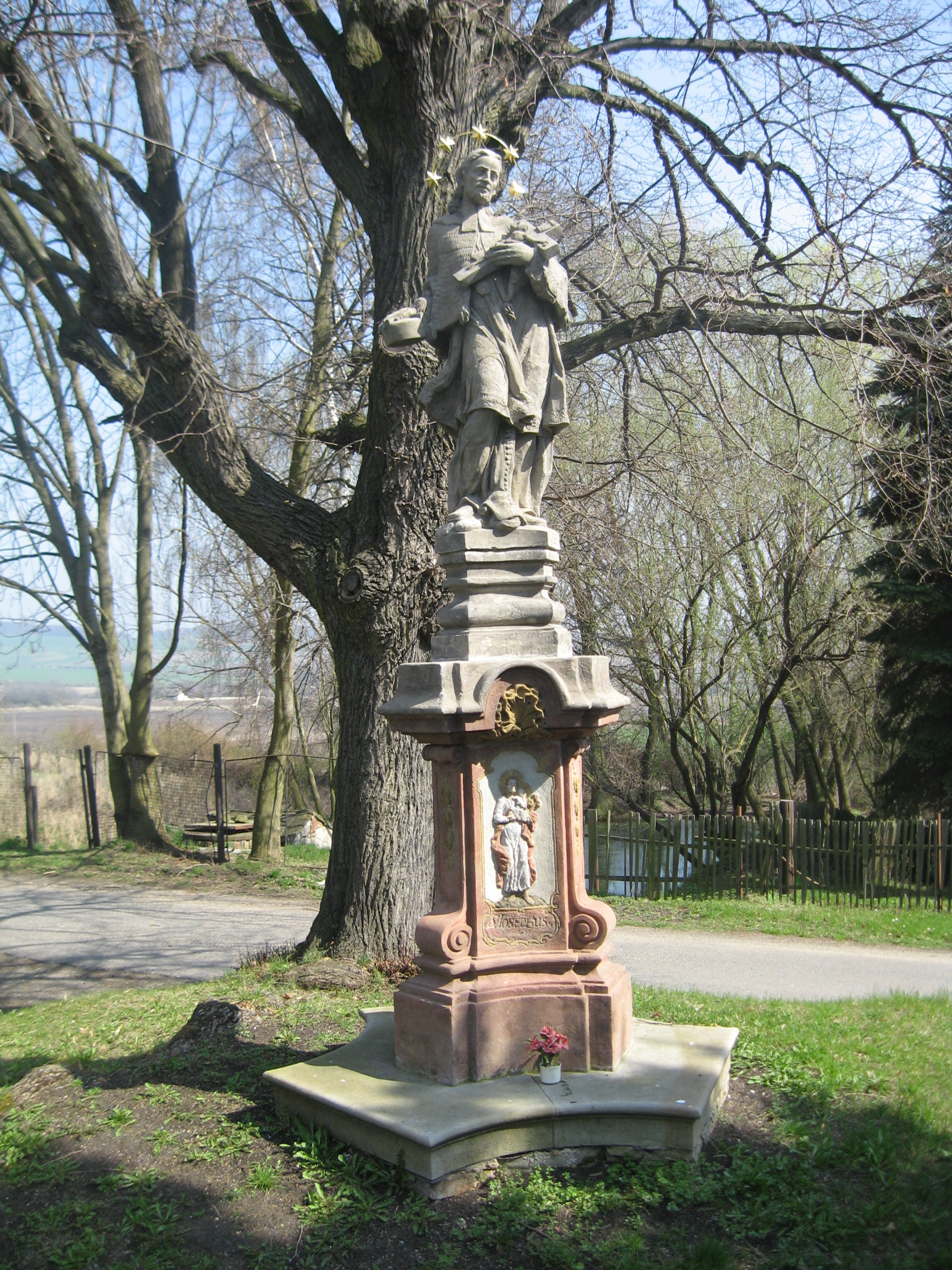
Socha sv. Jana Nepomuckého v Lipé
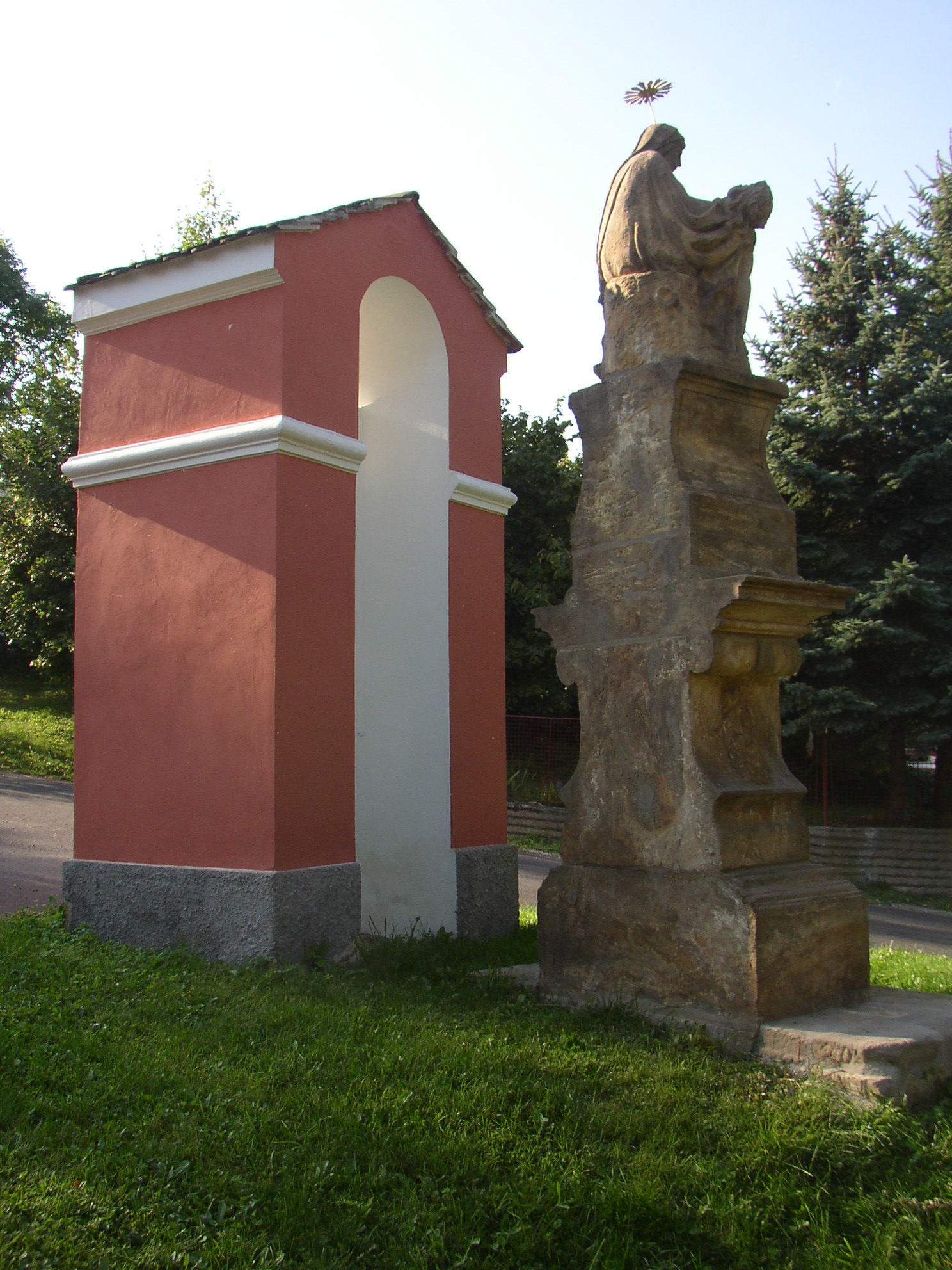
Kaplička a socha Piety v Chrastné
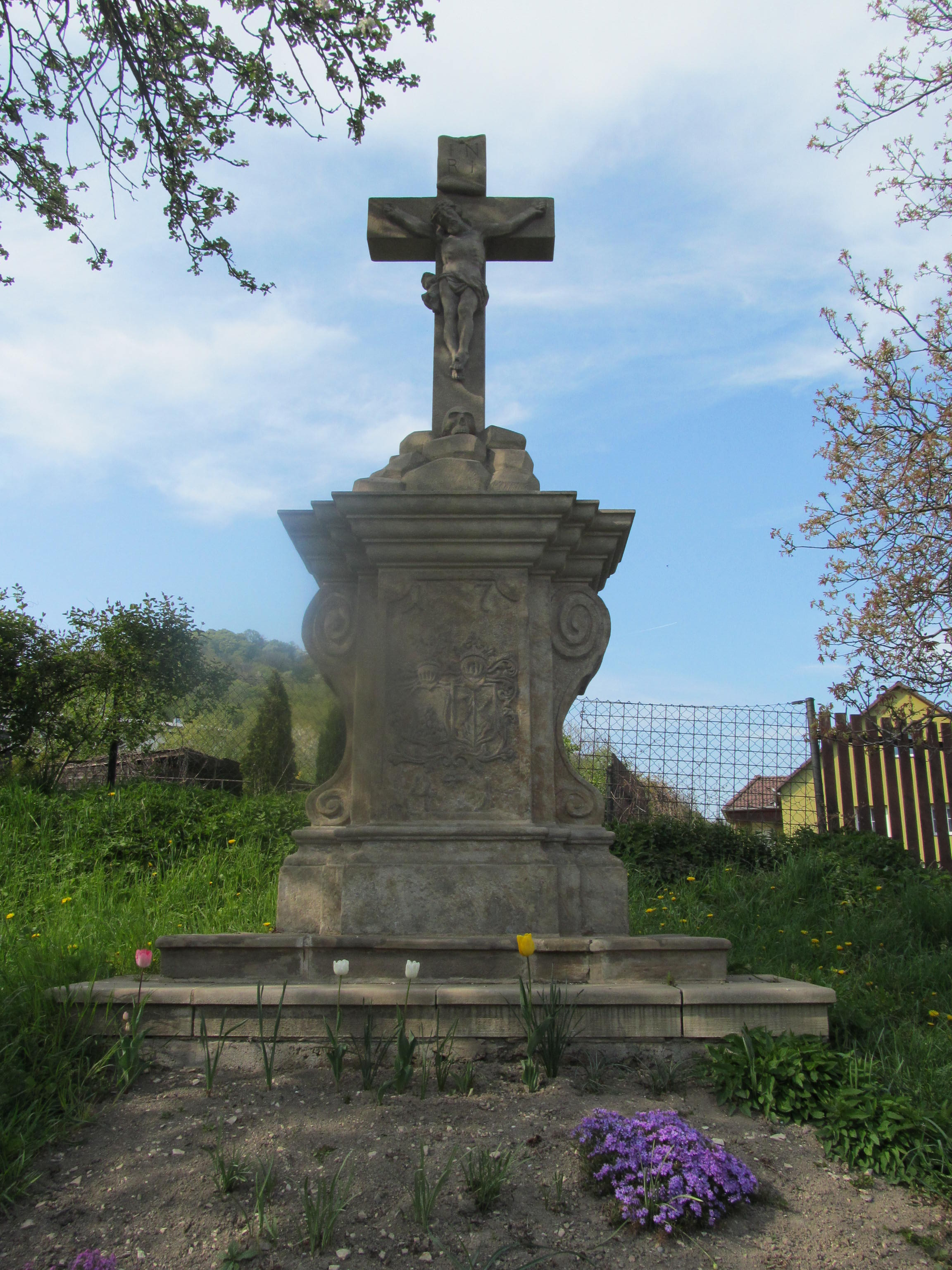
Kříž nad obcí Boreč